# Jaguar (Gurabo)
Jagual es un barrio ubicado en el municipio de Gurabo en el estado libre asociado de Puerto Rico. En el Censo de 2010 tenía una población de 735 habitantes y una densidad poblacional de 374,88 personas por km².

## Geografía
Jagual se encuentra ubicado en las coordenadas 18°14′35″N 65°58′13″O / 18.24306, -65.97028. Según la Oficina del Censo de los Estados Unidos, Jagual tiene una superficie total de 1.96 km², de la cual 1.96 km² corresponden a tierra firme y (0.26%) 0.01 km² es agua.

## Demografía
Según el censo de 2010, había 735 personas residiendo en Jagual. La densidad de población era de 374,88 hab./km². De los 735 habitantes, Jagual estaba compuesto por el 69.12% blancos, el 18.91% eran afroamericanos, el 7.35% eran de otras razas y el 4.63% pertenecían a dos o más razas. Del total de la población el 99.59% eran hispanos o latinos de cualquier raza.